# Championnat d'Irlande du Nord de football 1965-1966
Navigation
Édition précédente Édition suivante
Le 64e Championnat d'Irlande du Nord de football se déroule en 1965-1966. Linfield FC revient au somment du football nord-irlandais après trois ans d’absence et remporte son vingt-septième titre de champion d’Irlande du Nord.
Derry City FC, le champion en titre, est deuxième, Glentoran FC complète le podium. 
Avec 28 buts marqués,  Sammy Pavis de Linfield FC remporte pour la première fois le titre de meilleur buteur de la compétition.

## Les 12 clubs participants
- Ards FC
- Bangor FC
- Ballymena United
- Cliftonville FC
- Coleraine FC
- Crusaders FC
- Derry City FC
- Distillery FC
- Glenavon FC
- Glentoran FC
- Linfield FC
- Portadown FC

## Compétition

### Classement
Le classement est établi sur le barème de points classique (victoire à 2 points, match nul à 1, défaite à 0).
| Rang | Équipe           | Pts | J  | G  | N | P  | Bp | Bc | Diff |
| ---- | ---------------- | --- | -- | -- | - | -- | -- | -- | ---- |
| 1    | Linfield FC      | 34  | 22 | 14 | 6 | 2  | 68 | 23 | +45  |
| 2    | Derry City FC    | 32  | 22 | 15 | 2 | 5  | 61 | 33 | +28  |
| 3    | Glentoran FC     | 32  | 22 | 15 | 2 | 5  | 51 | 33 | +18  |
| 4    | Ballymena United | 28  | 22 | 11 | 6 | 5  | 51 | 33 | +18  |
| 5    | Glenavon FC      | 25  | 22 | 11 | 3 | 8  | 62 | 38 | +24  |
| 6    | Coleraine FC     | 25  | 22 | 10 | 5 | 7  | 52 | 36 | +16  |
| 7    | Crusaders FC     | 21  | 22 | 9  | 3 | 10 | 49 | 47 | +2   |
| 8    | Portadown FC     | 17  | 22 | 7  | 3 | 12 | 43 | 53 | -10  |
| 9    | Distillery FC    | 16  | 22 | 5  | 6 | 11 | 39 | 52 | -13  |
| 10   | Ards FC          | 14  | 22 | 4  | 6 | 12 | 29 | 54 | -25  |
| 11   | Bangor FC        | 14  | 22 | 5  | 4 | 13 | 26 | 59 | -33  |
| 12   | Cliftonville FC  | 6   | 22 | 1  | 4 | 17 | 23 | 96 | -73  |

|  | Champion d'Irlande du Nord |
|  | Relégation                 |

## Bilan de la saison
| Tableau d'Honneur                         |              |
| Compétition                               | Vainqueur    |
| Championnat d'Irlande du Nord de football | Linfield FC  |
| Coupe d'Irlande du Nord de football       | Glentoran FC |

| Promotions et relégations |       |
| Relégués                  | Aucun |
| Promus                    | Aucun |

## Statistiques

### Meilleur buteur
- Sammy Pavis, Linfield FC 28 buts